# 196 a.C.

## Eventos
- Lúcio Fúrio Purpúreo e Marco Cláudio Marcelo, cônsules romanos.
- Fim da Segunda Guerra Macedônica, entre a República Romana e o Reino da Macedônia:
  - Tito Quíncio Flaminino, nos Jogos Ístmicos de 196 a.C., realizados na recém-libertada cidade de Corinto, declara que todas as cidades gregas estão livres da influência macedônica.
- Segundo ano da Revolta Ibérica[1]